# 음력 2월 18일
음력 2월 18일은 음력 2월의 18번째 날이다.

## 탄생
- 1970년 - 대한민국의 배우 오현경.
- 1974년 - 대한민국의 가수 김윤아 (자우림).
- 1987년 - 대한민국의 희극인 신보라.
- 1993년 - 미국의 래퍼 프니엘 (비투비).
- 1994년
  - 대한민국의 배우 설리 (f(x)). (~2019년)
  - 대한민국의 래퍼 원.
- 2000년 - 중국의 가수 런쥔 (NCT).

## 같이 보기
- 음력 360일: 1월 2월 3월 4월 5월 6월 7월 8월 9월 10월 11월 12월
- 전날:2월 17일 다음날:2월 19일 - 전달:1월 18일 다음달:3월 18일
- 양력:2월 18일
- 음력, 윤달